# الحزب الشيوعي السوري-المكتب السياسي

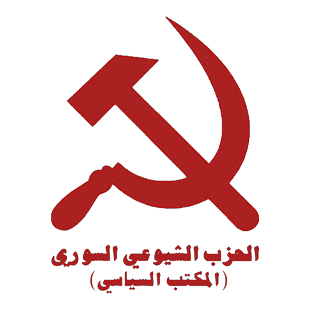

الحزب الشيوعي السوري (المكتب السياسي) هو استمرار للحزب الشيوعي السوري الذي تأسس يوم 28 تشرين الأول 1924 وقد نشأ الحزب بحكم الخلاف مع جناح خالد بكداش الذي قاد انشقاق 3 نيسان 1972 ضد أكثرية اللجنة المركزية والجسم الحزبي. كانت قضايا الخلاف مع بكداش والسوفيات تتمركز حول قضايا: الوحدة العربية، فلسطين، الموقف من السلطة السورية والاستقلالية عن الهيمنة السوفياتية على الحزب.
الحزب الشيوعي السوري (المكتب السياسي) يؤمن بالديمقراطية بعيداً عن مفاهيم «الديمقراطية الثورية»، ويؤمن بدمج الماركسية بالعروبة والإسلام المعتبر المكون الحضاري للأمة العربية. كما لا يتدخل الحزب بالموضوع الديني والإيماني ويبتعد عن التفسير الطبيعي للكون، وإنما تقتصر سياسته على الجانب الاقتصادي-السياسي-الاجتماعي-الثقافي كما هو مكتوب في برنامجهم السياسي.

## خط التغيير الوطني الديمقراطي
في المؤتمر الخامس للحزب الشيوعي السوري (المكتب السياسي) بالشهر الأخير من عام 1978 تم تبني «خط التغيير الوطني الديمقراطي الجذري للأوضاع السورية القائمة» وفي كانون الأول 1979 كان الحزب من مؤسسي «التجمع الوطني الديمقراطي» الذي ضم أيضاً القوى السياسية التالية:
- حزب الاتحاد الاشتراكي العربي
- حزب البعث الديمقراطي العربي الاشتراكي «حركة 23 شباط» (قبل أيلول 1980).

- حركة الاشتراكيين العرب.
- حزب العمال الثوري العربي.

## حملات الاعتقال
بين عامي 1980 و 1990 تعرض الحزب لسبع حملات اعتقال ودخل المئات من أعضائه وأغلب القيادة إلى السجن.
ظلت قيادة الحزب تدير الحزب من دمشق حتى العودة للنشاط نصف العلني في عام 2001.

## التمسك بالوطنية والماركسية
في عامي 2003 و 2004 نشأت خلافات في الحزب حول موضوعي:
- الاستعانة بالخارج من أجل التغيير الداخلي بعد تجربة العراق.
- الدعوة إلى التخلي عن الماركسية واستبدال اسم الحزب.

من أراد ذلك ذهب إلى تأسيس «حزب الشعب» في نيسان 2005، أما من وقفوا ضد الاستعانة بالخارج ومع البقاء في الموقع الماركسي عقدوا لقاءاً في ديرالزور في أيار 2005 أكدوا فيه على ذلك وعلى البقاء في بيت «الحزب الشيوعي السوري (المكتب السياسي)» وأن الرفاق الآخرين قد غادروا هذا البيت لتأسيس بيت «حزب الشعب».
في تشرين أول 2007 عقد مؤتمر جديد للحزب أكد فيه على:
- الخط الماركسي المعارض للسلطة.
- الخط الوطني الديمقراطي.

ساهم الحزب في تأسيس "تجمع اليسار الماركسي (تيم)" عام2007، وفي محادثات «الخط الثالث: الخط الوطني الديمقراطي» بين عامي 2008 و 2010.
ثم كان من الأحزاب المشاركة في تأسيس «هيئة التنسيق الوطنية» عام 2011.